# Tiny×MACHINEGUN
『Tiny×MACHINEGUN』（タイニーマシンガン）は、Rejetより2013年5月30日に発売されたPC専用乙女ゲーム、及びゲームに先駆けて発売されたドラマCD作品である。なお、PCゲームの正式名称は『Tiny×MACHINEGUN THE GAME』である。

## 概要
本編はNYシティを舞台に、警察機構キャプテン・ヴァンイーストの面々を中心に進められる。
6人のキャラクター毎に好感度が設定されており、その数値によってルート分岐後、更に4つのエンディングに分岐する。
本作は物語前半がパートボイス仕様で、後半から主人公以外がフルボイスとなる。

## あらすじ
警察機構であるキャプテン・ヴァンイーストによって守られたNYシティは世界で一番平和で安全な街だった。
しかし、史上最悪の囚人・ブレイクの登場により、NYシティの平和とヴァンイーストへの信頼は音を立てて崩れることとなる。
その裏では、大いなる計画が始動していた……。

## 登場人物

### メインキャラクター
タイニー・マクダニエル（※名前変更不可）
声 - 田村ゆかり
主人公、ヴァンイースト所属の新米アイドル警官。15歳。
所謂ブラコンで、兄であるレイガンドを「兄様」と呼び慕っている。経験の浅さから大きな事件は中々任せてもらえず、雑用に当たる事が多い。母親が死去するまでレイガンドとは一切面識が無かった。
御堂ゼン（みどう - ）
声 - 藤原啓治
元ヴァンイースト所属、現在は自称一般市民。34歳。
過去に起こした市長殺害未遂事件により指名手配中だが、ゲーム本編ではとある理由からヴァンイーストへ再び舞い戻ることとなる。冗談めいた言動が多いが、警察官としては非常に有能な人物。
レイガンド・マクダニエル
声 - 櫻井孝宏
ヴァンイーストに所属する若き警部。タイニーの腹違いの兄でもある。24歳。
タイニー同様彼も重度のシスコンであり、彼女をあまり危険な任務に就かせたくないと思っている。
タイニーを溺愛する一方で、自身が苦手とするマスコミの存在を嗅ぎつけると、彼女を囮にして姿を消す事もしばしばある。
射撃の名手であり、近距離は勿論のこと遠距離からの正確な狙撃も出来る腕前の持ち主。
ウルフ
声 - 鳥海浩輔
ヴァンイーストに所属する警官であり、レイガンドのバディも務めている。27歳。
女好きだが軽薄というわけではなく、上司であるレイガンドのフォローやタイニー、ハインツなど年下の面々への配慮も欠かさない人物。優れた運転技術を持ち、バイクや車だけでなくヘリコプターなどの操縦も可能。
ハインツ・ジークベルト
声 - 野島健児
ドイツの治安維持組織コマンデュール・ヘルシャフトから派遣された警察官。18歳。
ゲームに先駆けて発売されたドラマCDには登場しない、PCゲーム版オリジナルキャラクター。
機械に強く、情報収集・解析能力に長けている。
普段は落ち着いた態度だが、グラビア雑誌を見かけただけで慌てふためくほど女性に対する免疫が無い。
ライアン・ジェンキンス
声 - 三木眞一郎
NY市長の息子にして、ジャックロスト社の若き社長。19歳。
数年前ゼンに助けられた際に歩けない体となったため、ヴァンイーストを恨んでいる。
しかしながらその一方でヒーローになりたいという願望や憧憬もある。頻繁に発明をするが、その殆どは足に関するものである。
ブレイク
声 - 鈴木達央
かつてブラッドレーに逮捕された囚人。27歳。
自身を捕らえたブラッドレーに強い憎悪を抱いていたが、彼の死後はその矛先を孫であるマクダニエル兄妹へと向ける。
快楽殺人犯であり犯行の際にはナイフを愛用している。一方で銃や爆弾も利用し、犯行予告をすることも多い。
逮捕された年代から推察される年齢と、現在の外見年齢が噛み合わない様だが……

### サブキャラクター
ブラッドレー・マクダニエル
声 - 緑川光
タイニーとレイガンドの祖父で、キャプテン・ヴァンイーストの創設者。故人。
二丁拳銃による攻撃を得意とし、世間を騒がせていた凶悪犯ブレイクの逮捕に大きく貢献した人物。
NY市民にとってヒーローの象徴のような存在であった。
マリア
声 - 折笠愛
酒場「RAINCAT」のマスター。25歳。
ゼンとは知人以上の関係である様子。ミステリアスな雰囲気漂う女性だが、ルートによってはタイニーの良き相談相手となる。
トム
声 - 森久保祥太郎
NYを逃げ回る小悪党。22歳。
相棒のジェリーと共にスリや窃盗を繰り返してはヴァンイーストに捕まっている。
ジェリー
声 - 代永翼
NYを逃げ回る小悪党。19歳。
トムと共にスリや窃盗を繰り返してはヴァンイーストに捕まっている。トムを兄貴と呼び慕っているが、時折彼を見下したような発言もする。
パトリシア・ノーリッシュ
声 - 庄司宇芽香
報道番組「セブンスTV」のリポーター。28歳。
レイガンドに熱狂するミーハーな側面や、勤務中のヴァンイーストの面々に躊躇いなくインタビューを敢行するといった行動から、ヴァンイースト側からはあまり快く思われていない。しかし自らの危険を顧みず事件発生直後の現地まで取材に行くなど、報道者としての強い意志も持っている。

### その他の人物
ダークタイニー
声 - 田村ゆかり
ブレイクに従う、タイニーそっくりな少女。速撃ちを得意としている。ダークレイガンドを「兄様」と呼び慕っている。
ダークレイガンド
声 - 櫻井孝宏
ブレイクに従う、レイガンドそっくりな青年。
レイガンド同様優れた射撃の腕を持っており、ヴァンイーストの面々を翻弄する。
ダークブラッドレー
声 - 緑川光
ブレイクに従う、在りし日のブラッドレーにそっくりな青年。

## ゲーム主題歌
- OP「絶対ALIVE!!!!」
  - 歌 -　CRYED
  - 作詞 - 岩崎大介・渡邊カズヒロ
  - 作曲・編曲 - CRYED・磯江俊道
- ED「ちいさなて」
  - 歌 -　いとうかなこ
  - 作詞 - 二宮愛・江幡育子
  - 作曲・編曲 - CRYED・磯江俊道

## ドラマCD
ゲーム先行発売予定だったが、現在2巻と3巻は発売日未定となっている。
- FILE No.1：THE KNOCKDOWN　ゲストキャラクター：トム＆ジェリー（声 - 森久保祥太郎＆代永翼）
- FILE No.2：SHADES OF GREY　ゲストキャラクター：ブラッドレー・マクダニエル（声 - 緑川光）
- FILE No.3：BLOOD AND CIRCUSES

## コミック
- Tiny×MACHINEGUN（シルフコミックス、2013年6月22日発売）

## ゲーム制作スタッフ
原案：二宮愛
プロデューサー：岩崎大介
キャラクターデザイン：ギンカ
音楽：ZIZZ STUDIO